# 蔡勉
蔡勉（1960年—），汉族，中华人民共和国政治人物、第十一届全国政协委员。
加入台湾民主自治同盟，担任台盟中央委员、北京市委副主委、北京工业大学电控学院学科部副主任。2008年，当选第十一届全国政协委员，代表中华全国台湾同胞联谊会，分入第二十四组。